# Einzelorgan
Das Einzelorgan ist im Organisationsrecht ein Organ innerhalb einer juristischen Person oder Personenvereinigung, das aus lediglich einer natürlichen Person besteht. Gegensatz ist das mindestens aus zwei Organwaltern bestehende Kollegialorgan.

## Allgemeines
Die isolierte Ausübung der Organfunktion durch eine einzelne Person stellt den Idealfall eines monokratischen Systems dar. Wo in einer staatlichen Organisation die Einzelorgane vorherrschen, spricht man von einem monokratischen oder bürokratischen System. Beim Einzelorgan wird ein einziger Organwalter nur als Vertreter im Rahmen seiner Organaufgaben tätig. Dabei sind drei Ebenen zu unterscheiden: Organträger-Organ-Organwalter. Der Organträger ist eine juristische Person oder Personenvereinigung. Das Organ kann insbesondere Vorstand, Geschäftsführung, Aufsichtsrat, Verwaltungsrat, Gesellschafterversammlung oder Hauptversammlung, Betriebs- und Personalrat oder Verwaltungsbeirat sein. Die hierfür tätigen Organwalter übernehmen Rechte und Pflichten gegenüber dem Organträger. Handlungen des Organs sind unmittelbar Handlungen der juristischen Person, jedoch kein Fall rechtsgeschäftlicher Stellvertretung.

## Arten
Monokratische Einzelorgane kommen allgemein selten vor, weil bei ihnen das Vier-Augen-Prinzip nicht gewahrt ist. Bei dienstlicher Verhinderung des einzigen Organwalters (Urlaub, Krankheit) muss ein eigens hierfür benannter Stellvertreter die Aufgaben wahrnehmen. In der öffentlichen Verwaltung und der Politik und Wissenschaft gibt es Einzelorgane häufiger, insbesondere bei Behörden (Amtsleiter, Präsident) und im Schulwesen oder bei Universitäten (Schuldirektor, Rektor, Dekan). Im Gerichtswesen ist der Einzelrichter ein Einzelorgan. Politische Einzelorgane sind beispielsweise Monarch, Diktator, Staatsoberhaupt, Staatspräsident, Minister, Bürgermeister. Im privatrechtlichen Bereich dagegen existieren Einzelorgane lediglich bei Einpersonengesellschaften und bei kleineren Vereinen. Die Gesellschafterversammlung oder Hauptversammlung kann ein Einzelorgan sein, wenn die Gesellschaft nur aus einem Alleingesellschafter besteht.
Einzelorgane widersprechen sowohl dem Demokratieprinzip als auch dem Kollegialprinzip, weil organbezogene Entscheidungen lediglich der Willensbildung des einzigen Organmitglieds bedürfen. Das Einzelorgan benötigt deshalb keine Regelungen zur Beschlussfähigkeit wie das Kollegialorgan. Die Beschlüsse von Einzelorganen in demokratischen Gesellschaftsformationen werden deshalb durch funktionierende Kontrollorgane (Parlament, Gerichtsbarkeit) überwacht. Zudem sind die Befugnisse mancher Einzelorgane wie bei Staatspräsidenten und -oberhäuptern oder in konstitutionellen Monarchien stark auf Repräsentativfunktionen eingeschränkt oder wie bei Ministern durch Richtlinienkompetenzen begrenzt.

## Organhaftung in Deutschland
Nach § 31 BGB haftet der Verein für den Schaden, den ein Mitglied des Vorstands oder ein anderer verfassungsmäßig berufener Vertreter durch eine in Ausführung der ihm zustehenden Verrichtungen begangene, zum Schadensersatz verpflichtende Handlung einem Dritten zufügt. Diese Bestimmung gilt nicht nur für Vereine, sondern für alle juristischen Personen und juristische Personen des öffentlichen Rechts (§ 89 Abs. 1 BGB).
Die deliktische Außenhaftung der Organwalter ergibt sich aus dem Recht der unerlaubten Handlung. Sie haften persönlich und subsidiär gegenüber außenstehenden Dritten bei vorsätzlicher sittenwidriger Schädigung nach § 826 BGB, wenn der Organträger (das Unternehmen) als Haftungsschuldner – etwa durch Insolvenz – ausfällt. Allerdings ist eine Organhaftung von Vorstandsmitgliedern ausgeschlossen, wenn keine Pflichtverletzung vorliegt (§ 93 Abs. 1 Satz 2 AktG). Dies ist der Fall, wenn das Vorstandsmitglied bei einer unternehmerischen Entscheidung vernünftigerweise annehmen durfte, auf der Grundlage angemessener Information zum Wohle der Gesellschaft zu handeln. Sobald jedoch ein Organwalter einen Dritten durch aktives Tun unmittelbar schädigt und die Tatbestandsvoraussetzungen des § 823 Abs. 1 BGB erfüllt, entsteht hierfür eine persönliche Einstandspflicht.
Die Amtshaftung (Haftung der Gebietskörperschaften) ist die finanzielle Haftung des Staats für Schäden, die ein Organwalter in der Gerichtsbarkeit oder der Hoheitsverwaltung einem außenstehenden Rechtssubjekt rechtswidrig und schuldhaft zugefügt hat. Diese Haftung trifft zunächst den Beamten selbst (§ 839 Abs. 1 BGB), doch tritt nach Art. 34 Satz 1 GG der Staat mit befreiender Wirkung für den Beamten ein und haftet im Außenverhältnis alleine.
Die Organhaftung befasst sich im Strafrecht mit der Frage, ob Straftatbestände bei der vertretenen Gesellschaft auch ihrem Organwalter zuzurechnen sind. Der Täter muss dann als Organ handeln. Nach § 14 Abs. 1 StGB wird die strafrechtliche Verantwortlichkeit vom Unternehmen auf seine Organwalter abgewälzt. Auch § 14 Abs. 1 Nr. 1 StGB, der die strafrechtliche Organhaftung zum Gegenstand hat, geht davon aus, dass jedes Mitglied der Geschäftsleitung Normadressat der der Gesellschaft obliegenden Pflichten bleibt.

## International
Auf weltpolitischer Ebene ist der Hohe Flüchtlingskommissar ein Einzelorgan der Vereinten Nationen. In allen Monarchien bildet die Königin oder der König (Kaiserin oder Kaiser) ein Einzelorgan. Staatspräsidenten und -oberhäupter sind weltweit meist mit reiner Repräsentativfunktion ausgestattet, so etwa in Deutschland der Bundespräsident und der Bundespräsident in Österreich. In der Schweiz dagegen ist der Bundespräsident zwar ein Einzelorgan, aber kein Staatsoberhaupt. Die Bundesverfassung der Schweizerischen Eidgenossenschaft kennt weder ein Staatsoberhaupt noch einen Regierungschef, denn diese Funktionen werden vom gesamten Bundesrat als Kollegium wahrgenommen. Staatsrechtlich erscheint der Bundespräsident als Präsident des Bundesrates und damit nur als primus inter pares. Auch der französische Staatspräsident und der Präsident der Vereinigten Staaten besitzen ein hohes Maß an politischer Macht, die einer parlamentarischen Kontrolle unterliegt. Diktatoren sind hingegen mit weitreichenden Regierungsbefugnissen und politischer Macht ausgestattet, ohne dass diese durch Parlamente wirksam kontrolliert werden.
In Österreich werden Behörden im Regelfall monokratisch geführt wie beispielsweise bei Bezirkshauptmannschaften, beim Landeshauptmann, bei Landespolizeidirektionen oder dem Bundesamt für Fremdenwesen und Asyl (im Gegensatz zu Kollegialbehörden wie etwa der Bundesregierung).